# Nova Zembla
Nova Zembla (Russisch: Новая Земля, Novaja Zemlja; "Nieuw Land") is een Russische archipel die het noordelijkste deel van de oblast Archangelsk vormt. In 2009 werd 14.260 km² (waarvan 6.320,9 km² op het land en 7.939,1 km² in zee) van de 90.665 km² grote archipel aangewezen als onderdeel van het nieuwe Nationaal Park Arctisch Rusland, waaronder ook Frans Jozefland en het eiland Victoria vallen.

## Geografie
De archipel bestaat uit twee grote eilanden; Severnyeiland (het Noordereiland, het grootste Russische eiland na Sachalin) en Joezjnyeiland (het Zuidereiland, met het kleinere eiland Mezjdoesjarski), van elkaar gescheiden door de nauwe zeestraat Matotsjkin Sjar. De archipel wordt gescheiden van het zuidelijker gelegen eiland Vajgatsj door de Karische Poort. De eilanden scheiden op hun beurt de Barentszzee van de Karazee. De totale oppervlakte is ongeveer 90 650 km², meer dan twee keer zo groot als Nederland. In de buurt van Nova Zembla ligt het eiland Kolgoejev.
Het gebied is erg bergachtig. Geologisch is Nova Zembla een voortzetting van de Oeral. De bergen bereiken een hoogte van 1070 meter. Het Noordereiland bevat veel gletsjers, het Zuidereiland heeft eerder een toendraklimaat. Men vindt er natuurlijke mineralen als koper, lood en zink.

## Bevolking
Het aantal inwoners bedroeg 2910 personen in 2017 (2429 in 2010 en 2716 in 2002), van wie er formeel meer dan 95% woont in de gesloten plaats Beloesja Goeba en bij de vliegbasis Rogatsjovo ten noordoosten daarvan. Beide plaatsen zijn verbonden aan de terreinen waar kernproeven worden gehouden. De plaats Severny aan de zuidoever van de Matotsjkin Sjar vormt de derde plaats op Joezjnyeiland en is het commandocentrum van Testterrein Matotsjkin Sjar (Zone 2). Op het Noordereiland bevinden zich twee poolstations. Daarnaast wonen er nog ongeveer 100 nomadische Nenetsen op de eilanden, die vooral leven van visvangst en de jacht op pelsdieren. Zij werden ten tijde van het Russische Rijk naar Nova Zembla gedeporteerd, maar toen het in de sovjetperiode als testterrein voor kernproeven werd aangewezen, werden ze weer verbannen van het eiland. Op Joezjnyeiland liggen vier plaatsen die niet meer bewoond zijn; Basjmatsjny, Krasino, Roesanovo en Pankovo. Aan de westkust ligt het poolstation Malye Karmakoely, het oudste reguliere weerstation van Rusland (1896) en het op een na oudste ter wereld.
Op Severnyeiland ligt aan de noordoever van de Matotsjkin Sjar het voormalige kamp Lagernoje, waar de inwoners van de handelsplaatsen Beloesja, Litke en Krasino en de visgebieden Abrosimovo, Lilje, Pomorka, Balkovo en Kroegloje werden geconcentreerd tussen 1955 en 1957, alvorens te worden gedeporteerd naar het vasteland naar aanleiding van de reeds vermelde kernproeven. Door die kernproeven werd Lagernoje nog voor 1962 met de grond gelijkgemaakt.

## Geschiedenis

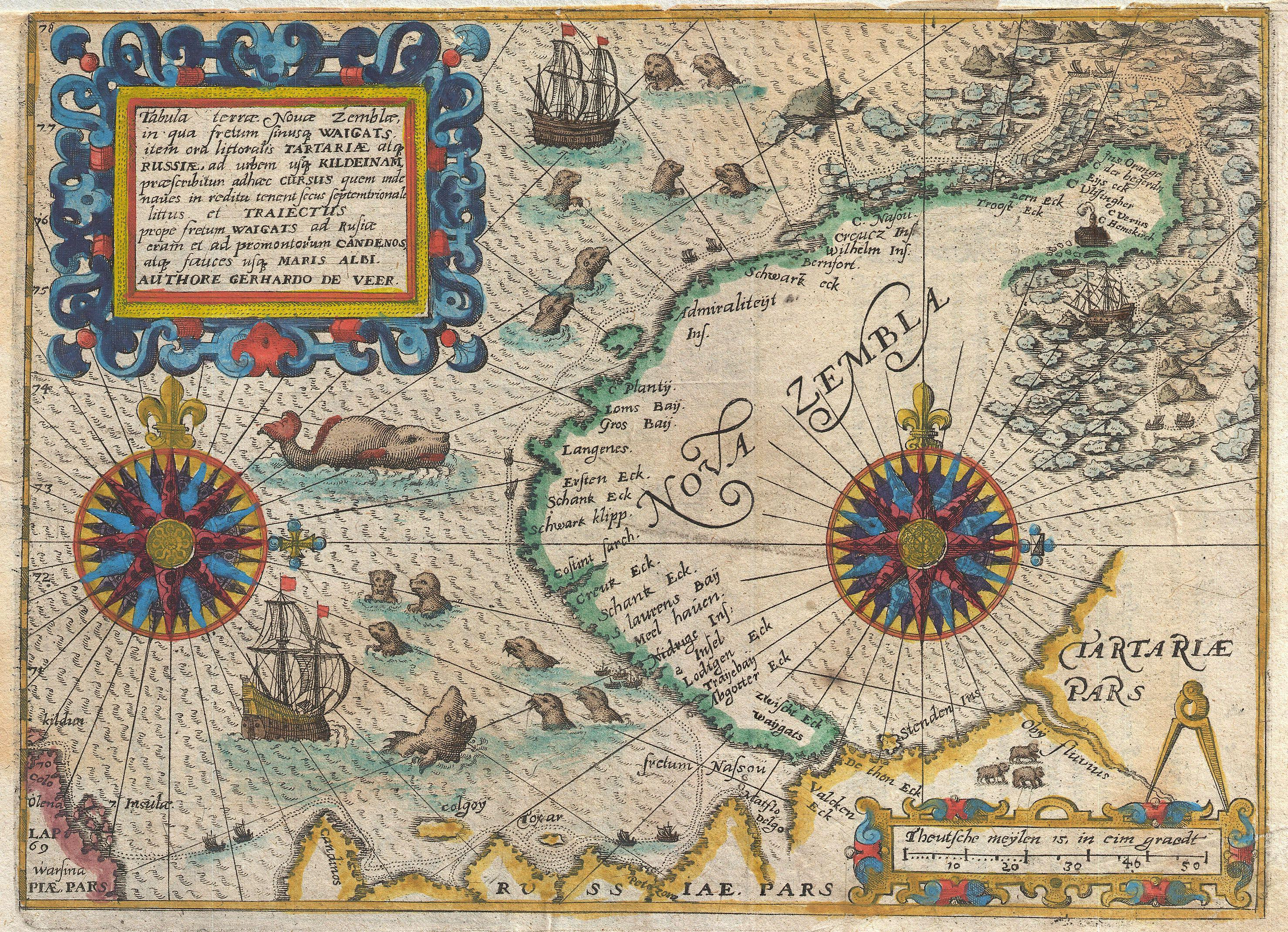
Kaart van Nova Zembla uit 1601 met daarop de route van Barentsz

### Ontdekkingsreizen
De Russen kennen Nova Zembla sinds de 11e of 12e eeuw, toen handelaars van Novgorod het eiland al aandeden. West-Europeanen ontdekten de eilanden in de 16e eeuw tijdens de zoektocht naar een noordoostelijke doorgang naar de Stille Oceaan.
De eerste bekende westerse bezoeker was Hugh Willoughby in 1553. Willem Barentsz en Jacob van Heemskerck voeren in 1596 rond het noordelijkste punt van de eilanden en overwinterden noodgedwongen aan de oostelijke kust, dicht bij de noordelijke top. Hun expeditie overwinterde in een zelfgemaakt onderkomen, het Behouden Huys. Gedurende de reis werden de eilanden voor het eerst in kaart gebracht. Gerrit de Veer maakte van deze tocht een reisverslag. Hij beschreef op 24 januari 1597 een zonsopkomst, twee weken eerder dan verwacht. Ter verklaring van dit verschijnsel werd door Johannes Kepler al lichtbreking voorgesteld. Tegenwoordig wordt het beschouwd als een arctische luchtspiegeling en staat het bekend als het Nova Zembla-effect.

### Kernproeven
In de Sovjettijd was Nova Zembla een zeer belangrijke locatie voor het uitvoeren van kernproeven naast de Testlocatie Semipalatinsk in Kazachstan. In de periode van september 1955 tot oktober 1990 zijn in totaal 132 kernbommen tot ontploffing gebracht, waarvan 87 in de atmosfeer, 3 onder water en 42 ondergrondse proeven. In 1961 werd hier de waterstofbom Tsar Bomba tot ontploffing gebracht, met een kracht van 50-58 megaton is dit de krachtigste door mensen veroorzaakte explosie ooit. Van alle radioactiviteit die in de Sovjet-Unie is vrijgekomen bij kernproeven is 94% van proeven op of nabij Nova Zembla afkomstig. Ondanks dit hoge aandeel blijkt de radioactieve verontreiniging op het eiland en omgeving niet veel hoger te zijn dan in de rest van het land. De atmosferische proeven vonden plaats ruim 1 kilometer boven het aardoppervlak waardoor de verontreiniging werd meegevoerd door de heersende oostenwind en niet lokaal is neergeslagen. Die van 1990 waren de laatste kernexplosies van de hele Sovjet-Unie en Rusland. Sindsdien worden alleen subkritische kernproeven gedaan.
Naast een locatie voor kernproeven was het eiland ook een plaats waar nucleair materiaal als afval werd gedumpt. Vanaf 1959 werd nucleair afval gedumpt in de fjorden aan de oostkust van Nova Zembla en in de nabijgelegen Karazee. Het afval bestond uit containers, schepen en nucleair aangedreven onderzeeboten met of zonder brandstofstaven in de reactor.